# Giro del Delfinato 1960
Il Giro del Delfinato 1960, quattordicesima edizione della corsa, si svolse dal 31 maggio al 6 giugno su un percorso di 1390 km ripartiti in 7 tappe (la quinta, la settima suddivise in due semitappe), con partenza a Valence e arrivo a Grenoble. Fu vinto dal francese Jean Dotto davanti ai suoi connazionali Raymond Mastrotto e Gerard Thiélin.

## Tappe
| Tappa  | Data      | Percorso                            | km   | Vincitore di tappa | Leader cl. generale |
| ------ | --------- | ----------------------------------- | ---- | ------------------ | ------------------- |
| 1ª     | 31 maggio | Valence > Orange                    | 245  | Max Bléneau        | Max Bléneau         |
| 2ª     | 1º giugno | Orange > Gap                        | 190  | Antoine Abate      | Jean Milesi         |
| 3ª     | 2 giugno  | Gap > Aix-en-Provence               | 235  | Emmanuel Busto     | Antoine Abate       |
| 4ª     | 3 giugno  | Aix-en-Provence > Cluses            | 178  | Luis Otaño Arcelus | Antoine Abate       |
| 5ª-1ª  | 4 giugno  | Cluses > Annecy                     | 60   | Jean Graczyk       | Antoine Abate       |
| 5ª-2ª  | 4 giugno  | Annecy > Annecy (cron. individuale) | 28   | Roger Rivière      | Antoine Abate       |
| 6ª     | 5 giugno  | Annecy > Lione                      | 220  | Robert Cazala      | Jean Dotto          |
| 7ª-1ª  | 6 giugno  | Bourgoin-Jallieu > Romans-sur-Isère | 127  | Anatole Novak      | Jean Dotto          |
| 7ª-2ª  | 6 giugno  | Bourg-de-Péage > Grenoble           | 106  | Raymond Mastrotto  | Jean Dotto          |
| Totale | Totale    | Totale                              | 1390 |                    |                     |

## Dettagli delle tappe

### 1ª tappa
- 31 maggio: Valence > Orange – 245 km

| Pos. | Corridore        | Squadra     | Tempo |
| ---- | ---------------- | ----------- | ----- |
| 1    | Max Bléneau      | Ouest       |       |
| 2    | Raymond Poulidor | Mercier     |       |
| 3    | Jean Milesi      | Est-Sud Est |       |

| Pos. | Corridore   | Squadra | Tempo |
| ---- | ----------- | ------- | ----- |
| 1    | Max Bléneau | Ouest   |       |

### 2ª tappa
- 1º giugno: Orange > Gap – 190 km

| Pos. | Corridore     | Squadra     | Tempo |
| ---- | ------------- | ----------- | ----- |
| 1    | Antoine Abate | Rochet      |       |
| 2    | Anatole Novak | Helyett     |       |
| 3    | Jean Milesi   | Est-Sud Est |       |

| Pos. | Corridore   | Squadra     | Tempo |
| ---- | ----------- | ----------- | ----- |
| 1    | Jean Milesi | Est-Sud Est |       |

### 3ª tappa
- 2 giugno: Gap > Aix-en-Provence – 235 km

| Pos. | Corridore        | Squadra     | Tempo |
| ---- | ---------------- | ----------- | ----- |
| 1    | Emmanuel Busto   | Centre/Midi |       |
| 2    | Antonio Karmany  | Spagna      |       |
| 3    | Raymond Poulidor | Mercier     |       |

| Pos. | Corridore     | Squadra | Tempo |
| ---- | ------------- | ------- | ----- |
| 1    | Antoine Abate | Rochet  |       |

### 4ª tappa
- 3 giugno: Aix-en-Provence > Cluses – 178 km

| Pos. | Corridore          | Squadra | Tempo |
| ---- | ------------------ | ------- | ----- |
| 1    | Luis Otaño Arcelus | Spagna  |       |
| 2    | Roger Rivière      | Francia |       |
| 3    | Antonio Karmany    | Spagna  |       |

| Pos. | Corridore     | Squadra | Tempo |
| ---- | ------------- | ------- | ----- |
| 1    | Antoine Abate | Rochet  |       |

### 5ª tappa - 1ª semitappa
- 4 giugno: Cluses > Annecy – 60 km

| Pos. | Corridore       | Squadra           | Tempo |
| ---- | --------------- | ----------------- | ----- |
| 1    | Jean Graczyk    | Francia           |       |
| 2    | Rene Strehler   | Suisse/Luxembourg |       |
| 3    | Jozef Vloebergs | Dr. Mann          |       |

| Pos. | Corridore     | Squadra | Tempo |
| ---- | ------------- | ------- | ----- |
| 1    | Antoine Abate | Rochet  |       |

### 5ª tappa - 2ª semitappa
- 4 giugno: Annecy > Annecy (cron. individuale) – 28 km

| Pos. | Corridore         | Squadra | Tempo |
| ---- | ----------------- | ------- | ----- |
| 1    | Roger Rivière     | Francia |       |
| 2    | Raymond Mastrotto | Francia |       |
| 3    | René Pavard       | Francia |       |

| Pos. | Corridore     | Squadra | Tempo |
| ---- | ------------- | ------- | ----- |
| 1    | Antoine Abate | Rochet  |       |

### 6ª tappa
- 5 giugno: Annecy > Lione – 220 km

| Pos. | Corridore         | Squadra | Tempo |
| ---- | ----------------- | ------- | ----- |
| 1    | Robert Cazala     | Francia |       |
| 2    | René Privat       | Francia |       |
| 3    | Raymond Mastrotto | Francia |       |

| Pos. | Corridore  | Squadra | Tempo |
| ---- | ---------- | ------- | ----- |
| 1    | Jean Dotto | Francia |       |

### 7ª tappa - 1ª semitappa
- 6 giugno: Bourgoin-Jallieu > Romans-sur-Isèr – 127 km

| Pos. | Corridore        | Squadra | Tempo |
| ---- | ---------------- | ------- | ----- |
| 1    | Anatole Novak    | Helyett |       |
| 2    | Joseph Groussard | Ouest   |       |
| 3    | René Abadie      | Mercier |       |

| Pos. | Corridore  | Squadra | Tempo |
| ---- | ---------- | ------- | ----- |
| 1    | Jean Dotto | Francia |       |

### 7ª tappa - 2ª semitappa
- 6 giugno: Bourg-de-Péage > Grenoble – 106 km

| Pos. | Corridore         | Squadra | Tempo |
| ---- | ----------------- | ------- | ----- |
| 1    | Raymond Mastrotto | Francia |       |
| 2    | Jean Dotto        | Francia |       |
| 3    | René Pavard       | Francia |       |

| Pos. | Corridore         | Squadra     | Tempo     |
| ---- | ----------------- | ----------- | --------- |
| 1    | Jean Dotto        | Francia     | 40h08'38" |
| 2    | Raymond Mastrotto | Francia     | a 1'46"   |
| 3    | Gerard Thiélin    | Centre/Midi | a 7'11"   |

## Classifiche finali

### Classifica generale
| Pos. | Corridore         | Squadra               | Tempo     |
| ---- | ----------------- | --------------------- | --------- |
| 1    | Jean Dotto        | Francia               | 40h08'38" |
| 2    | Raymond Mastrotto | Francia               | a 1'46"   |
| 3    | Gerard Thiélin    | Centre/Midi           | a 7'11"   |
| 4    | Eddy Pauwels      | Belgio                | a 8'29"   |
| 5    | René Privat       | Francia               | a 13'16"  |
| 6    | Antoine Abate     | Rochet-Margnat        | s.t.      |
| 7    | Robert Cazala     | Francia               | a 15'14"  |
| 8    | René Pavard       | Francia               | a 15'26"  |
| 9    | Stéphane Lach     | Paris-Nord            | a 16'10"  |
| 10   | Raymond Poulidor  | Mercier-BP-Hutchinson | s.t.      |